# Waldemar Korycki
Waldemar Korycki (Polonia, 11 de agosto de 1946) es un atleta polaco retirado especializado en la prueba de 4x400 m, en la que consiguió ser subcampeón europeo en 1971.

## Carrera deportiva
En el Campeonato Europeo de Atletismo de 1971 ganó la medalla de plata en los relevos 4x400 metros, con un tiempo de 3:03.6 segundos, llegando a meta tras Alemania del Oeste (oro) y por delante de Italia (bronce).